# Badanie eksperymentalne naprzemienne
Badanie eksperymentalne naprzemienne także badanie skrzyżowane (ang. crossover study) – rodzaj badania klinicznego, w którym każdy jego uczestnik otrzymuje (naprzemiennie) zarówno leczenie eksperymentalne, jak i kontrolne w określonej kolejności i o określonym czasie trwania. Kolejność terapii może, lecz nie musi być ustalona losowo. Badanie naprzemienne najlepiej sprawdza się w małej grupie pacjentów cierpiących na stabilną, chroniczną chorobę, w której efekt leczenia jest odwracalny – pacjent może powrócić do stanu sprzed interwencji. W tego typu badaniach pacjenci stanowią kontrolę dla siebie samych co oznacza porównanie o większej precyzji, a w związku z tym liczba uczestników wymaganych do przeprowadzenia badania jest mniejsza niż w przypadku układu równoległego.

## Zastosowanie
Ten rodzaj badania znajduje zastosowanie w wielu dyscyplinach naukowych m.in. w psychologii, edukacji, farmakologii i medycynie, a także w pracach badawczych z dziedziny rolnictwa i hodowli zwierząt, przemysłu i badaniach konsumenckich.
W farmaceutyce układ naprzemienny jest najczęściej stosowany we wczesnych fazach badań nad lekiem (I-II), np. eskalacja dawki, farmakokinetyka, farmakodynamika, bioekwiwalencja. W późniejszych fazach badań układ naprzemienny stosuje się w przypadku chorób o stabilnych, często chronicznych objawach takich jak astma, reumatyzm czy niektóre rodzaje nadciśnienia. Układ naprzemienny dostarcza także wiedzy na temat interakcji leków. Badana w tym układzie terapia powinna mieć również szybko odwracalny efekt (leki o krótkim czasie działania). Z tego względu takie badania są najczęściej krótkoterminowe.
Układ może być stosowany w badaniach obserwacyjnych, chociaż jest częściej spotykany w eksperymentach z grupą kontrolną.

## Struktura
Pacjenci biorący udział w badaniu naprzemiennym są przypisywani do poszczególnych grup, którym odpowiadają różne sekwencje leczenia. Pacjenci w jednej grupie otrzymują najpierw leczenie eksperymentalne a później kontrolne, a pacjenci w drugiej grupie otrzymują najpierw leczenie kontrolne a następnie eksperymentalne. Podstawowy układ naprzemienny to 2×2 – dwie terapie i dwa okresy leczenia. Sekwencje leczenia można również przedstawić jako AB/BA, gdzie A i B oznaczają terapie porównywane w badaniu. Pacjent otrzymuje najpierw lek A, a następnie lek B (lub na odwrót), przy czym kolejność terapii jest najczęściej ustalana losowo na drodze randomizacji. Porównywana jest reakcja tego samego pacjenta na terapię A i B. 
Układ naprzemienny może zostać poszerzony np. o więcej niż dwie terapie lub więcej niż dwie sekwencje przypisane jednemu pacjentowi (np. 2×4 AABB/BBAA lub 4×2 AA/BB/AB/BA lub 3×3 ABC/BCA/CAB). W badaniu porównującym dawki leku układ przedstawiany jest jako p×q, gdzie p oznacza sekwencję badanych terapii, a q – różne okresy dawek. 
Pomiędzy okresami leczenia wprowadza się przerwę – okres całkowitej eliminacji leku z ustroju (ang. washout period), w którym nie jest stosowana żadna z badanych terapii lub podawane jest placebo. Okres ten powinien być wystarczająco długi, aby ustał efekt działania terapii podawanej w pierwszym okresie, a stan pacjenta wrócił do sytuacji wyjściowej. Służy to zniwelowaniu efektu przeniesienia. Należy również wziąć pod uwagę, czy stosowanie takiej przerwy jest etyczne.
Większość badań naprzemiennych zachowuje równowagę pomiędzy grupami, co oznacza, że wszyscy pacjenci powinni otrzymać taką samą liczbę terapii i uczestniczyć w tej samej liczbie okresów leczenia. Również w większości prób naprzemiennych każdy uczestnik otrzymuje wszystkie rodzaje porównywanych terapii. Istnieją także "niekompletne" warianty badania naprzemiennego, w których ta równowaga nie jest zachowana.

## Analiza
Dane są analizowane za pomocą metod statystycznych określonych w protokole próby klinicznej zatwierdzonym przez odpowiednie Komisje Bioetyczne i odnośne władze. Większość badań klinicznych jest analizowana za pomocą analizy wariancji (ANOVA) lub mieszanych modeli z efektami losowymi.
W większości długoterminowych badań klinicznych pacjenci mogą wycofać się z badania lub stać się utraconymi dla potrzeb obserwacji (np. z powodu przeprowadzki za granicę lub śmierci z powodu innej choroby). Istnieją metody statystyczne odpowiednie do pracy z takimi brakującymi danymi i obserwacjami uciętymi (cenzorowanymi). Ważną metodą analizy danych jest analiza intencji leczenia (ITT).
Testowania różnic między średnimi w dwóch próbach sparowanych danych można dokonać stosując sparowany test t-Studenta (dla prób zależnych), który bierze pod uwagę fakt, że obserwacje pochodzą od jednego pacjenta. Obliczana jest różnica pomiędzy pierwszą i drugą zmienną (pomiarem), z której powstaje jedna próbka różnic.
Nieparametrycznym odpowiednikiem testu t-Studenta dla prób niezależnych jest np. test U Manna-Whitneya; dla testu t-Studenta dla prób zależnych np. test Wilcoxona. W przypadku, gdy chcemy przeanalizować więcej niż dwie grupy należy skorzystać z analizy wariancji.

## Zalety
Badanie w układzie naprzemiennym ma istotne zalety w porównaniu do układu równoległego. Wpływ zakłócających zmiennych jest ograniczony, ponieważ każdy uczestnik badania jest kontrolą dla samego siebie. Porównanie danych pochodzących od jednego uczestnika jest bardziej precyzyjne niż porównywanie danych różnych uczestników. Indywidualne cechy pacjenta i ich wpływ na reakcję są do pewnego stopnia ignorowane, gdyż ewentualne zmiany biologiczne u pacjenta lub zmiany w pomiarach są zwykle nieistotne. W badaniu równoległym, nawet randomizowanym, często zdarza się, że różne grupy nie są równoważne pod względem niektórych współzmiennych. W kontrolowanych, randomizowanych badaniach naprzemiennych, takie dysproporcje są mało prawdopodobne (zmienne zależne od czasu musiałyby systematycznie zmieniać się w trakcie badania).
Każdy pacjent biorący udział w badaniu naprzemiennym otrzymuje dwie różne terapie, podczas gdy w badaniu równoległym jest to zwykle albo terapia, albo placebo. Z tego względu akceptowalność badania wśród potencjalnych uczestników może być wyższa, co przekłada się na łatwiejszą rekrutację.
Badanie w układzie naprzemiennym jest statystycznie bardziej wydajne, gdyż wymaga mniejszej liczby uczestników w porównaniu do układu równoległego. Jest to szczególnie przydatne w przypadku mniej rozpowszechnionych chorób lub gdy termin zakończenia badania jest istotny.

## Ograniczenia
Badania te są często wykonywane w celu poprawy objawów u cierpiących na przewlekłe choroby. Stosując układ naprzemienny w badaniu zakładamy, że choroba ma stabilne, chroniczne objawy, które nie ulegną zmianie między pierwszym a drugim okresem leczenia. Niemożliwe lub nieetyczne jest stosowanie tego typu badania w przypadku, gdy celem jest zbadanie trendów umieralności czy śmiertelności lub gdy choroba wywołuje u pacjenta gwałtowne zmiany. Z tych powodów układ naprzemienny nadaje się do badań krótkoterminowych.
W porównaniu z badaniem równoległym ten rodzaj eksperymentu może stwarzać większe niedogodności dla pacjentów z powodu wielokrotności terapii stosowanych w ściśle określonym terminie. Udział pacjenta w badaniu będzie także dłuższy. Może to negatywnie wpłynąć na decyzję o udziale w badaniu, zaangażowanie uczestników oraz zwiększyć ryzyko wycofania z badania. Wypadanie pacjentów z badania stanowi większy problem dla analizy układu naprzemiennego, niż równoległego.
Przy wyborze terapii kontrolnej należy wziąć pod uwagę profil bezpieczeństwa porównywanych leków, gdyż duże różnice w występowaniu niepożądanych działań spowodują łatwe odszyfrowanie ślepej próby.

### Efekt okresowości
Zachodzi, gdy obserwowana zmienna lub pomiar zmieniają się z czasem, niezależnie od efektu leczenia. Stan pacjenta może, średnio, poprawiać się, pogarszać lub zmieniać natężenie pomiędzy pierwszym i drugim okresem. Porównywane terapie mogą również wykazywać lepszy efekt w drugim okresie ze względu na wpływ udziału w badaniu na pacjenta (efekt Hawthorne).

### Efekt przeniesienia
Zachodzi, gdy terapia stosowana w jednym okresie, utrzymuje się w pozostałych okresach leczenia – fizycznie lub w zakresie efektu podawanego leku. Istnieje wzajemne oddziaływanie między okresem leczenia i terapią. Ta sama terapia może wykazywać większe korzyści, kiedy jest podawana w pierwszym okresie, niż kiedy jest podawana w drugim. Ten efekt może być spowodowany zbyt krótką przerwą na całkowitą eliminację leku z ustroju – terapia stosowana w pierwszym okresie wciąż działa na pacjenta w drugim okresie, kiedy stosowana jest inna terapia. Możliwy jest także efekt psychologiczny – doświadczenie pierwszej terapii wpływa (pozytywnie lub negatywnie) na postrzeganie i ocenę terapii z drugiego okresu. Przykładowo pacjenci przyjmujący w pierwszym okresie lek wywołujący wiele niepożądanych działań, a następnie łagodniejszy lek, mogą stać się bardziej wrażliwi na takie działania w drugim okresie.
Konsekwencją efektu przeniesienia jest niezamierzony pomiar łącznego efektu porównywanych badań, który, jeśli efekt nie zostanie wykryty, prowadzi do błędnych wyników. W praktyce efektu przeniesienia można uniknąć stosując między terapiami odpowiednio długą przerwę (okres całkowitej eliminacji leku z ustroju). Jednak takie planowanie wymaga specjalistycznej wiedzy na temat charakterystyk leczenia, które na tym etapie są często nieznane.
Decydując się na zastosowanie układu naprzemiennego zakładamy obecność jedynie minimalnego efektu przeniesienia, gdyż w praktyce nie można go potwierdzić eksperymentalnie. Test na interakcję pozwalający ocenić efekt przeniesienia ma bardzo małą moc, dlatego wynikające z niego korzyści są ograniczone.